# The Jade Faced Assassin

The Jade Faced Assassin est un film hongkongais réalisé par Yen Chun, sorti en 1971 au cinéma.
Il s'agit d'une adaptation du roman en:Juedai Shuangjiao de Gu Long, qui sera à nouveau adapté par d'autres films et séries télévisées par la suite.
Il n'est pas immédiatement évident de déterminer à quel personnage le titre en anglais fait référence.
Comme régulièrement dans le cinéma chinois, l'un des deux rôles principaux masculins est tenu par une femme habillée en homme, ce qui ne semble pas décontenancer les personnages du film.

## Histoire
Deux jumeaux encore nourrissons sont séparés à la mort de leurs parents : le premier (Hua Yu Chun)
est adopté par la 'Sœur ainée' de la secte Yihua tandis que le second (Xiao Yu-er) est recueilli par un ami de leur père puis des brigands. La 'Sœur ainée' souhaite en effet se venger du père des enfants, qui a rejeté ses avances pour jeter son dévolu sur une de ses disciples (la mère des jumeaux) et l'engrosser.
Ignorant leur parenté, les deux jumeaux élevés dans des environnements sociaux très contrastés se retrouvent une vingtaine d'années plus tard et ne tardent pas à développer un antagonisme qui va les conduire à diverses voies de fait.

## Fiche technique
- Titre : The Jade Faced Assassin
- Réalisation : Yen Chun
- Scénario : Huang Feng
- Société de production : Shaw Brothers
- Pays d'origine : Hong Kong
- Format : Couleurs - 2,35:1 - Mono - 35 mm
- Genre : violences familiales
- Durée :
- Date de sortie : 1971

## Distribution
- Lily Ho : Xiao Lu-er
- Kao Yuen : Hua Yu Chun
- Ku Feng : Lian Lan-yan, un ami du père des jumeaux
- Fan Mei-sheng : Yu Chi Zhou Guang
- Essie Lin Chia : Sœur-Ainée
- Tsang Choh-lam : un serveur